# Darna Zaroori Hai
 Darna Zaroori Hai est un film indien de Bollywood réalisé par J. D. Chakravarthi, Manish Gupta, Sajid Khan, Jijy Philip, Prawaal Raman, Vivek Shah et Ram Gopal Varma sorti le 28 avril 2006.
Le film met en vedette Amitabh Bachchan, Arjun Rampal, Anil Kapoor,  Mallika Sherawat et Randeep Hooda. 